# Русские в Республике Сербской

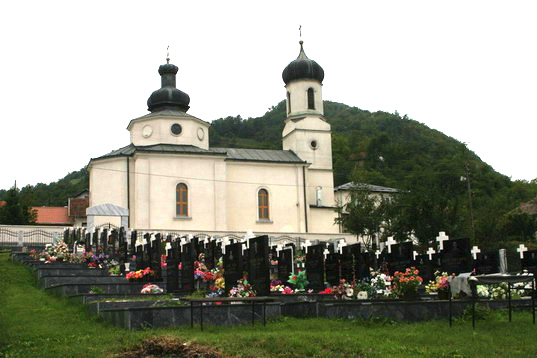
Воинское кладбище у церкви в Вишеграде, на котором похоронены русские добровольцы югославских войн

Русские в Республике Сербской (серб. Руси у Републици Српској) — граждане Боснии и Герцеговины русского происхождения, проживающие и работающие на территории Республики Сербской. По данным переписи населения 1991 года, на территории всей Социалистической Республики Боснии и Герцеговины проживало 297 русских (0,01 % от всего населения); по данным на 2013 год, в Республике Сербской проживает 177 русских. В настоящее время русские не являются официально признанным национальным меньшинством Республики Сербской.

## История
Первые русские жители появились на землях Республики Сербской в начале XX века: это были в основном выходцы из бывшей Российской империи, не принявшие Октябрьскую революцию. В 1919 году огромное количество сторонников Белого движения прибыло в Королевство сербов, хорватов и словенцев: многие устроились работать в культурных и образовательных учреждениях, а также в сельском хозяйстве и промышленности. Появились первые межславянские сербско-русские семьи. В Сараеве на юридическом факультете Сараевского университета преподавал историк-балканист Александр Васильевич Соловьёв, занимавшийся переводами с русского и французского языков и читавший историю славянского и византийского права. После Второй мировой войны и изменения государственного устройства в 1948 году часть представителей русской общины, проживавших уже на территории СР Боснии и Герцеговины, были буквально выселены из своих домов в связи с конфликтом Сталина и Тито. В СР Боснии и Герцеговине осталось незначительное количество русских.
Во время Боснийской войны огромное количество русских добровольцев приехало из республик бывшего СССР и вступило в Армию Республики Сербской. Считается, что в боях за Республику Сербскую погибло 37 выходцев из России. Их память увековечена в Вишеграде, где был установлен первый памятник русским солдатам ВС Республики Сербской (средства на него жертвовали некоторые граждане России, также выделили средства и представители властей). 12 апреля в официальном календаре Республики Сербской известно как День русских добровольцев (серб. Дан руских добровољаца): ежегодно в этот день в Вишеграде проходят памятные мероприятия в честь граждан России и русских выходцев из СССР, участвовавших в Боснийской войне на стороне Республики Сербской.

## Наши дни
В 2000-е годы значительная часть русских переехала в Республику Сербскую не только из России, но и из Черногории. Значительная их часть проживает в городе Требине, где русские владеют собственными частными предприятиями: многие семьи ранее проживали в крупных городах, прежде чем переехать в Требине. Подавляющая часть русского населения исповедует православие: Русской православной церкви принадлежат Храм Святого Александра Невского в Углевике, а также строящийся монастырь Матроны Московской в Ритешиче.
Официально в Республике Сербской действуют следующие организации, занимающиеся изучением истории и культуры России и русских:
- «Српско-руски мост» (с серб. — «Сербско-русский мост») — Баня-Лука и Источно-Сараево,
- «Братство» (с серб. — «Братство») — Баня-Лука и Источно-Сараево,
- «Завет» — Биелина,
- Русский центр фонда «Русский мир» — Народная и университетская библиотека Республики Сербской, Баня-Лука (в состав центра входит хор «Александр Невский», основанный в сентябре 2013 года),
- Центр русского языка и культуры «Возрождение» — Требине[4].